# 維內茨峰
維內茨峰（英語：Venetz Peak），是南極洲的山峰，位於科茨地，屬於沙克爾頓山脈中赫伯特山脈的一部分，海拔高度約1,500米，以瑞士工程師命名，現時由南極條約體系管理。